# Премії телесеріалу «Чорне дзеркало»
Чорне дзеркало — британський науково-фантастичний телесеріал-антологія, створений Чарлі Брукером. Прем'єра серіалу відбулася 4 грудня 2011 року. Перші два сезони та спецепізод Біле Різдво вийшли на телеканалі Channel 4, подальші сезони — на потокові платформі Netflix. Станом на грудень 2018 року, серіал містить 19 епізодів, а 5 сезон знаходиться у розробці. Кожен епізод — окрема історія, яка розкриває тему технологій та їхнього побічного ефекту.
Чорне дзеркало здобуло прихильність критиків та було номіновано на різні премії 79 разів, вигравши 21 номінацію. Найбільш успішними виявилися епізоди «Космічний човен Калістер», який виграв чотири премії Еммі, та «Сан Джуніперо», який виграв дві. Оскільки актори рідко з'являються у більш, ніж одному епізоді, здобути дві нагороди за роботу над серіалом вдалося тільки автору серіалу Чарлі Брукеру, художнику-постановнику Джоелю Коллінзу, а також монтажерам Кенні Кларку та Майклу Маруссасу. Серіал має 14 номінацій (дві з яких — переможні) на премію БАФТА у телебаченні, та тринадцять номінації (5 успішних) на Еммі.

## Статистика

### Епізоди
Із дев'ятнадцяти епізодів серіалу, тринадцять отримали нагороду або були номіновані на неї.
| Епізод                          | Нагороди | Номінації |
| ------------------------------- | -------- | --------- |
| «Державний гімн»                | 0        | 1         |
| «П'ятнадцять мільйонів нагород» | 0        | 1         |
| «Я скоро повернуся»             | 0        | 1         |
| «Біле Різдво»                   | 0        | 4         |
| «Під укіс»                      | 0        | 7         |
| «Бета-тест»                     | 0        | 4         |
| «Сан Джуніперо»                 | 8        | 16        |
| «Ніхто не хотів стріляти»       | 0        | 2         |
| «Комічний човен Калістер»       | 8        | 24        |
| «Аркангел»                      | 0        | 1         |
| «Повісь ді-джея»                | 0        | 4         |
| «Металіст»                      | 1        | 2         |
| «Чорний музей»                  | 0        | 3         |
| «Бузогриз»                      | 2        | 4         |

### Люди

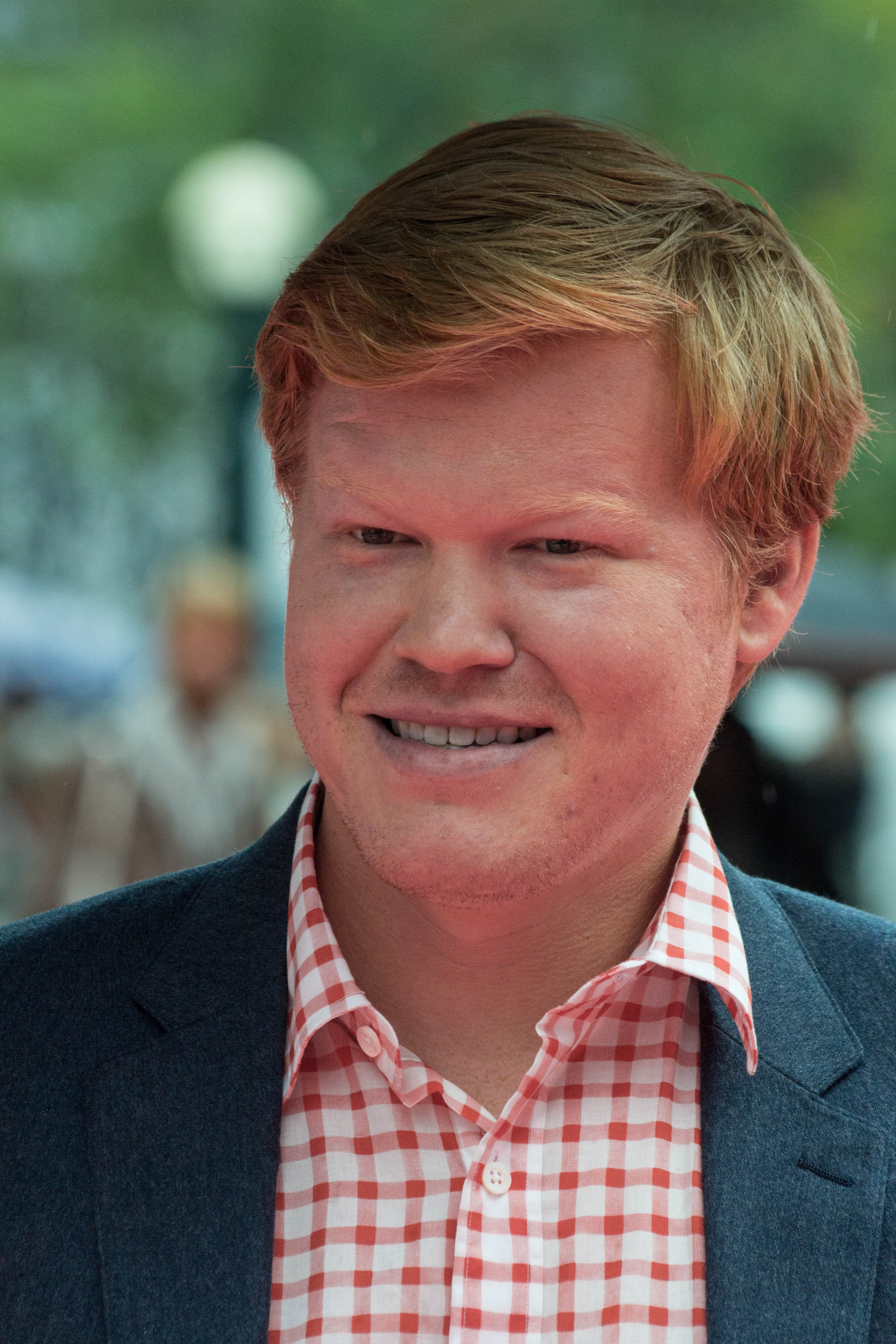
Джессі Племонс, який виконав роль в епізоді четвертого сезону «Космічний човен Калістер», здобув номінації на премії Еммі та Сатурн.

Вісімнадцятеро людей здобули дві або більше номінацій за роботу над Чорним дзеркалом.
| Особа                     | посада                         | нагороди | номінації |
| ------------------------- | ------------------------------ | -------- | --------- |
| Чарлі Брукер              | виконавчий продюсер; сценарист | 4        | 9         |
| Джоель Коллінз            | художник-постановник           | 2        | 5         |
| Кенні Кларк               | звукорежисер                   | 2        | 4         |
| Майкл Маруссас            | режисер діалогів               | 2        | 3         |
| Тім Каваґін               | монтажер перезапису            | 1        | 2         |
| Аннабель Джонз            | виконавчий продюсер            | 1        | 3         |
| Вільям Бріджез            | сценарист                      | 1        | 2         |
| Таня Лодж                 | гример                         | 1        | 2         |
| Рассел Мак-Лін            | продюсер візуальних ефектів    | 1        | 2         |
| Джон Родда                | монтажер звуку                 | 1        | 2         |
| Джессі Племонс            | актор                          | 0        | 3         |
| Брайс Даллас Говард       | акторка                        | 0        | 2         |
| Джастін Гатчінсон-Чатберн | керівник візуальних ефектів    | 0        | 2         |
| Шеймус Мак-Ґарві          | оператор-постановник           | 0        | 2         |
| Крістін Міліоті           | акторка                        | 0        | 2         |
| Стефан Перссон            | оператор-постановник           | 0        | 2         |
| Джиммі Сімпсон            | актор                          | 0        | 2         |
| Летиція Райт              | акторка                        | 0        | 2         |

## Премія Гільдії художників-постановників
Гільдія художників-постановників вручає власну премію за видатні досягнення у художній постановці для американських фільмів, серіалів та інших медій.
| Рік  | Категорія                                               | Номінанти                                                                                           | Результат | Ref.   |
| ---- | ------------------------------------------------------- | --------------------------------------------------------------------------------------------------- | --------- | ------ |
| 2017 | Взірцева художня постановка телефільму або міні-серіалу | Джоель Коллінз, Джеймс Фостер та Ніколас Палмер (епізоди: «Під укіс», «Бета-тест», «Сан Джуніперо») | Номінація | [ 11 ] |
| 2018 | Телефільм або міні-серіал                               | Джоель Коллінз (епізод: «Космічний човен Калістер»)                                                 | Перемога  | [ 12 ] |

## Премія БАФТА
Британська академія телебачення та кіномистецтва (БАФТА) була заснована у 1947 році під назвою Британська кіноакадемія, аби здійснювати визнання у кіноіндустрії. У 1958 році вона була об'єднана із Гільдією телевізійних продюсерів та режисерів і почала присуджувати нагороди британським телепрограмам. У 2000 році телевізійна премія була розділена на дві: Премію БАФТА у телебаченні, яку присуджують за виробництво, та Премію БАФТА у телевізійному виробництві, яку присуджують за технічні досягнення.

### Премія БАФТА у телебаченні
| Рік  | Категорія                     | Номінанти                         | Результат | Ref.   |
| ---- | ----------------------------- | --------------------------------- | --------- | ------ |
| 2018 | Найкраща окрема драма         | «Повісь ді-джея»                  | Номінація | [ 15 ] |
| 2018 | Найкращий актор               | Джо Коул («Повісь ді-джея»)       | Номінація | [ 15 ] |
| 2018 | Найкращий актор другого плану | Джиммі Сімпсон («Повісь ді-джея») | Номінація | [ 15 ] |
| 2019 | Найкраща окрема драма         | Бузогриз                          | Номінація | [ 16 ] |

### Премія БАФТА у телевізійному виробництві
| Рік  | Категорія                                                 | Номінанти                                                                         | Результат | Ref.   |
| ---- | --------------------------------------------------------- | --------------------------------------------------------------------------------- | --------- | ------ |
| 2012 | Найкраща художня постановка                               | Джоель Коллінз та Деніел Мей («П'ятнадцять мільйонів нагород»)                    | Номінація | [ 17 ] |
| 2014 | Найкраща окрема драма                                     | Чорне дзеркало («Я скоро повернуся»)                                              | Номінація | [ 18 ] |
| 2017 | Найкращі грим та зачіски                                  | Таня Лодж («Сан Джуніперо»)                                                       | Перемога  | [ 19 ] |
| 2017 | Найкращі візуальні ефекти                                 | Джастін Гатчінсон-Чатберн, Framestore, Glassworks, Baseblack («Бета-тест»)        | Номінація | [ 19 ] |
| 2017 | Найкращий дизайн костюмів                                 | С'юзі Култгард («Сан Джуніперо»)                                                  | Номінація | [ 19 ] |
| 2017 | Найкраща робота оператора та освітлювальника — Фантастика | Шеймус Мак-Ґарві («Під укіс»)                                                     | Номінація | [ 19 ] |
| 2018 | Найкращий звук — Фантастика                               | Джон Родда, Тім Каваґін, Кенрі Кларк, Майкл Маруссас («Космічний човен Калістер») | Номінація | [ 20 ] |
| 2018 | Оператор та освітлення — Фантастика                       | Стефан Перссон («Космічний човен Калістер»)                                       | Номінація | [ 20 ] |
| 2018 | Художня постановка                                        | Джоель Коллінз, Філ Сімз («Космічний човен Калістер»)                             | Номінація | [ 20 ] |
| 2018 | Візуальні ефекти                                          | Dneg TV, Жан-Клемент Соре, Рассел Мак-Лін, Джоель Коллінз («Металіст»)            | Перемога  | [ 20 ] |
| 2018 | Сценарій — Драма                                          | Чарлі Брукер («Повісь ді-джея»)                                                   | Номінація | [ 20 ] |
| 2019 | Найкращі спеціальні, візуальні та графічні ефекти         | Бузогриз                                                                          | Номінація | [ 21 ] |
| 2019 | Монтаж — Фантастика                                       | Tony Kearns (Episode: Black Mirror: Bandersnatch)                                 | Номінація | [ 22 ] |

## Чорна котушка
Премія Чорна котушка заснована у 2000 році, аби відзначати досягнення афроамериканців у кіно. Спочатку нагорода вручалася тільки учасникам голівудських проектів, але зараз вручається учасникам проектів з усього світу.
| Рік  | Категорія                                                 | Номінанти                                                                       | Результат | Ref.   |
| ---- | --------------------------------------------------------- | ------------------------------------------------------------------------------- | --------- | ------ |
| 2018 | Видатний телефільм або міні-серіал                        | Чарлі Брукер, Аннабель Джонз, Ієн Гоґан, Нік Пітт, Луїз Саттон, Занне Фоленбурґ | Номінація | [ 24 ] |
| 2018 | Видатна акторка — телефільм або міні-серіал               | Джорджина Кемпбелл («Повісь ді-джея»)                                           | Номінація | [ 24 ] |
| 2018 | Видатний актор другого плану — телефільм або міні-серіал  | Бабс Олусанмокун («Чорний музей»)                                               | Номінація | [ 24 ] |
| 2018 | Видатна акторка другого плану — телефільм або міні-серіал | Мікаела Коел («Космічний човен Калістер»)                                       | Номінація | [ 24 ] |
| 2018 | Видатна акторка другого плану — телефільм або міні-серіал | Летиція Райт («Чорний музей»)                                                   | Номінація | [ 24 ] |

## Премія журналу Broadcast
Журнал Broadcast вручає власну премію британським телепрограмам.
| Рік  | Категорія             | Номінанти        | Результат | Ref.   |
| ---- | --------------------- | ---------------- | --------- | ------ |
| 2013 | Найкраща окрема драма | «Державний гімн» | Номінація | [ 26 ] |
| 2016 | Найкраща окрема драма | «Біле Різдво»    | Номінація | [ 27 ] |
| 2018 | Найкраща окрема драма | «Сан Джуніперо»  | Перемога  | [ 28 ] |

## Премія Спілки звукорежисерів
Американська Спілка звукорежисерів вручає власну премію за досягнення у постановці звуку для кіно та телебачення.
| Рік  | Категорія                                                             | Номінанти                                                                                                   | Результат | Ref.   |
| ---- | --------------------------------------------------------------------- | --- | --------- | ------ |
| 2017 | Видатні досягнення у постановці звуку для телефільму або міні-серіалу | Едріан Белл, Мартін Дженсен, Філіп Клементс, Рорі де Картерет («Сан Джуніперо»)                             | Номінація | [ 30 ] |
| 2018 | Видатні досягнення у постановці звуку для телефільму або міні-серіалу | Джон Родда, Тім Каваґін, Дафидд Аркард, Вілл МІллер, Нік Белдок, Софія Гардман («Космічний човен Калістер») | Перемога  | [ 31 ] |

## Еммі
Премія Еммі вручається з 1946 року Американською телеакадемією телесеріалам, які вийшли в ефір або доступні до завантаження на території США. Основною премією є Прайм-тайм премія Еммі, проте також існує Митецька премія Еммі, яка вручається у технічних, творчих та виробничих категоріях, а також Міжнародна премія Еммі, яка вручається телепрограмам з-за меж США.

### Праймтаймов премія Еммі

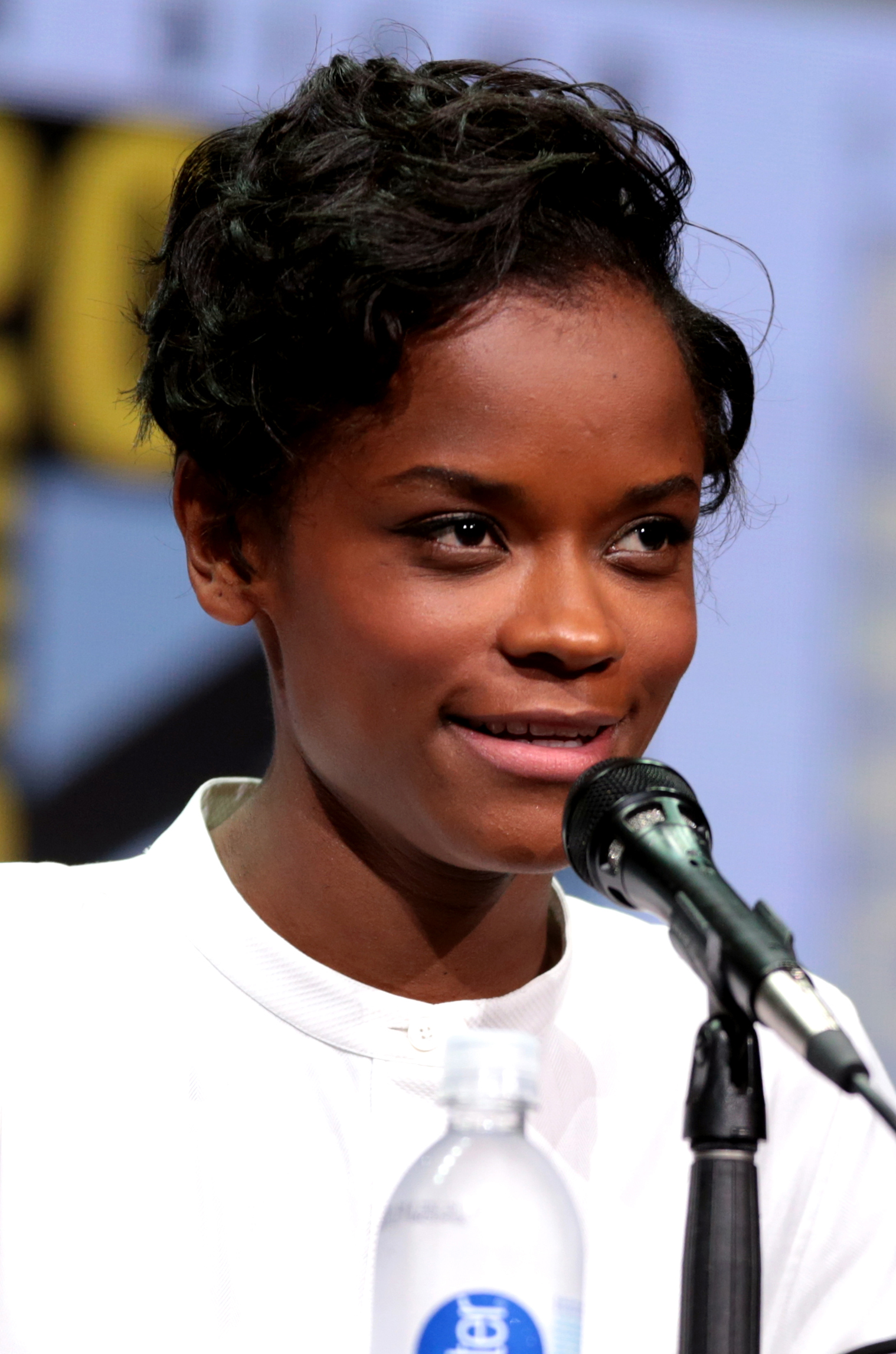
Летиція Райт за роль в епізоді четвертого сезону «Чорний музей» була номінована на Еммі.

| Рік  | Категорія                                                                | Номінанти                                                                                       | Результат | Ref.          |
| ---- | ------------------------------------------------------------------------ | ----------------------------------------------------------------------------------------------- | --------- | ------------- |
| 2017 | Видатний телефільм                                                       | «Сан Джуніперо»                                                                                 | Перемога  | [ 35 ]        |
| 2017 | Видатний сценарій для міні-серіалу, фільму чи спецепізоду                | Чарлі Брукер («Сан Джуніперо»)                                                                  | Перемога  | [ 35 ]        |
| 2017 | Видатна операторська робота для міні-серіалу чи фільму                   | Шеймус Мак-Ґарві («Під укіс»)                                                                   | Номінація | [ 36 ]        |
| 2018 | Видатний телефільм                                                       | «Космічний човен Калістер»                                                                      | Перемога  | [ 37 ] [ 38 ] |
| 2018 | Видатний провідний актор у міні-серіалі чи фільмі                        | Джессі Племонс («Космічний човен Калістер»)                                                     | Номінація | [ 37 ] [ 38 ] |
| 2018 | Видатний сценарій для міні-серіалу, фільму чи спецепізоду                | Вільям Бріджез та Чарлі Брукер («Космічний човен Калістер»)                                     | Перемога  | [ 37 ] [ 38 ] |
| 2018 | Видатна операторська робота для міні-серіалу чи фільму                   | Стефан Перссон («Космічний човен Калістер»)                                                     | Номінація | [ 37 ] [ 38 ] |
| 2018 | Видатна музика для міні-серіалу, фільму чи спецепізоду                   | Деніел Пембертон («Космічний човен Калістер»)                                                   | Номінація | [ 37 ] [ 38 ] |
| 2018 | Видатний монтаж однокамерних зйомок для міні-серіалу чи фільму           | Селіна Мак-Артур («Космічний човен Калістер»)                                                   | Перемога  | [ 37 ] [ 38 ] |
| 2018 | Видатний звуковий монтаж для міні-серіалу, фільму чи спецепізоду         | Кенні Кларк, Майкл Маруссас, Даріо Свейд, Рікі Батт, Олівер Ферріс («Космічний човен Калістер») | Перемога  | [ 37 ] [ 38 ] |
| 2018 | Видатна акторка другого плану у міні-серіалі чи фільмі                   | Летиція Райт («Чорний музей»)                                                                   | Номінація | [ 37 ] [ 38 ] |
| 2019 | Видатний телефільм                                                       | Бузогриз (Аннабель Джонз, Рассел Мак-Лін, Чарлі Брукер)                                         | Перемога  | [ 39 ]        |
| 2019 | Видатні творчі досягнення в інтерактивних медіях, створених за сценарієм | Бузогриз                                                                                        | Перемога  | [ 39 ]        |

### Міжнародна премія Еммі
| Рік  | Категорія                           | Номінанти                 | Результат | Ref.   |
| ---- | ----------------------------------- | ------------------------- | --------- | ------ |
| 2012 | Найкращий телефільм або міні-серіал | Чорне дзеркало            | Перемога  | [ 40 ] |
| 2015 | Найкращий актор                     | Раф Сполл («Біле Різдво») | Номінація | [ 41 ] |

## Премія Gold Derby
Gold Derby — американський сайт, заснований у 2000 році, який спеціалізується на передбаченнях щодо переможців найпрестижніших американських премій. У 2004 році сайт створив власну премію для телепрограм — Премія Gold Derby.
| Рік  | Категорія                                                   | Номінанти                                    | Результат | Ref.          |
| ---- | ----------------------------------------------------------- | -------------------------------------------- | --------- | ------------- |
| 2017 | Найкращий телефільм                                         | «Сан Джуніперо»                              | Перемога  | [ 44 ] [ 45 ] |
| 2017 | Найкраща акторка у міні-серіалі чи телефільмі               | Брайс Даллас Говард («Під укіс»)             | Номінація | [ 44 ] [ 45 ] |
| 2017 | Найкраща акторка другого плану у міні-серіалі чи телефільмі | Ґуґу Мбата-Роу («Сан Джуніперо»)             | Номінація | [ 44 ] [ 45 ] |
| 2018 | Найкращий телефільм                                         | «Космічний човен Калістер»                   | Перемога  | [ 46 ] [ 47 ] |
| 2018 | Найкращий актор у міні-серіалі чи телефільмі                | Джессі Племонс («Космічний човен Калістер»)  | Номінація | [ 46 ] [ 47 ] |
| 2018 | Найкраща акторка у міні-серіалі чи телефільмі               | Крістін Міліоті («Космічний човен Калістер») | Номінація | [ 46 ] [ 47 ] |
| 2018 | Найкращий актор другого плану у міні-серіалі чи телефільмі  | Джиммі Сімпсон («Космічний човен Калістер»)  | Номінація | [ 46 ] [ 47 ] |

## Золота котушка
Золота котушка — премія, яка вручається Спілкою звукорежисерів кіно за досягнення у постановці звуку з 1953 року.
| Рік  | Категорія                                                                      | Номінанти                                                | Результат | Ref.   |
| ---- | ------------------------------------------------------------------------------ | -------------------------------------------------------- | --------- | ------ |
| 2018 | Видатні досягнення у постановці звуку у телесеріалі — Діалоги та синхронізація | Кенні Кларк, Майкл Маруссас («Космічний човен Калістер») | Перемога  | [ 49 ] |
| 2018 | Видатні досягнення у постановці звуку у телесеріалі — Ефекти та шуми           | Кенні Кларк («Космічний човен Калістер»)                 | Номінація | [ 49 ] |

## Г'юго
Премія Г'юго — це ряд премій, які з 1953 року вручає Всесвітній науково-фантастичний конвент. Премія визнає досягнення у літературі, кіно та серіалах.
| Рік  | Категорія                      | Номінанти                                                             | Результат | Ref.   |
| ---- | ------------------------------ | --------------------------------------------------------------------- | --------- | ------ |
| 2017 | Найкраща драматична постановка | Чарлі Брукер, Овен Гарріс («Сан Джуніперо»)                           | Номінація | [ 52 ] |
| 2018 | Найкраща драматична постановка | Вільям Бріджез, Чарлі Брукер, Тобі Гейнз («Космічний човен Калістер») | Номінація | [ 53 ] |

## Премія IGN
Нагорода вручається розважальною медіакомпанією IGN Entertainment, яка спеціалізується на відеоіграх.
| Рік  | Категорія             | Номінанти       | Результат | Ref.   |
| ---- | --------------------- | --------------- | --------- | ------ |
| 2018 | Найкраще потокове шоу | Чорне дзеркало  | Номінація | [ 55 ] |
| 2018 | Найкращий телеепізод  | «Сан Джуніперо» | Перемога  | [ 56 ] |

## Премія Мережевої асоціації кіно і телебачення
Мережева асоціація кіно і телебачення — американська інтернет-організація, яка винагороджую досягнення у кіно та телепрограмах.
| Рік  | Категорія                    | Номінанти                 | Результат | Ref. |
| ---- | ---------------------------- | ------------------------- | --------- | ---- |
| 2017 | Найкращий фільм              | «Сан Джуніперо»           | Перемога  |      |
| 2017 | Найкраща операторська робота | «Під укіс»                | Номінація |      |
| 2017 | Найкраща художня постановка  | «Сан Джуніперо»           | Номінація |      |
| 2017 | Найкращий дизайн костюмів    | «Сан Джуніперо»           | Номінація |      |
| 2017 | Найкращі візуальні ефекти    | «Ніхто не хотів стріляти» | Номінація |      |
| 2017 | Найкращі візуальні ефекти    | «Бета-тест»               | Номінація |      |

## Премія Американської гільдії продюсерів
Американська гільдія продюсерів вручає власну премію за досягнення у роботі продюсерів кіно, телебачення то нових медій з 1990 року.
| Рік  | Категорія                                                       | Номінанти                      | Результат | Ref.   |
| ---- | --------------------------------------------------------------- | ------------------------------ | --------- | ------ |
| 2017 | Премія імені Девіда Волпера за видатне продюсування телесеріалу | Аннабель Джонз та Чарлі Брукер | Номінація | [ 59 ] |
| 2018 | Премія імені Девіда Волпера за видатне продюсування телесеріалу | Аннабель Джонз та Чарлі Брукер | Перемога  | [ 60 ] |

## Сатурн
Академія наукової фантастики, фентезі та фільмів жахів вручає премію Сатурн за роботи у відповідних жанрах. З 1973 року премію вручають американським фільмам, серіалам та іншим медіям.
| Рік  | Категорія                              | Номінанти                                   | Результат | Ref.   |
| ---- | -------------------------------------- | ------------------------------------------- | --------- | ------ |
| 2018 | Найкраща запрошена зірка у телесеріалі | Джессі Племонс («Космічний човен Калістер») | Номінація | [ 62 ] |
| 2018 | Найкращий телесеріал нових медій       | Чорне дзеркало                              | Номінація | [ 62 ] |

## Премія Спілки фахівців з візуальних ефектів
Американська Спілка фахівців з візуальних ефектів вручає власну нагороду за досягнення у роботі над фільмами, телепрограмами, відеоіграми та рекламними роликами за видатні візуальні ефекти.
| Рік  | Категорія                                        | Номінанти                                                                            | Результат | Ref.   |
| ---- | ------------------------------------------------ | ------------------------------------------------------------------------------------ | --------- | ------ |
| 2017 | Найкращі візуальні ефекти в ігровому епізоді     | Джастін Гатчінсон-Чатберн, Рассел Мак-Лін, Ґрант Вокер, Крістофер Ґрей («Бета-тест») | Номінація | [ 64 ] |
| 2018 | Найкращий анімований персонаж у ігровому проекті | Стівен Ґодфрі, Стаффорд Лоренс, Ендрю Робертсон, Лестин Робертс («Металіст»)         | Номінація | [ 65 ] |

## Інші премії

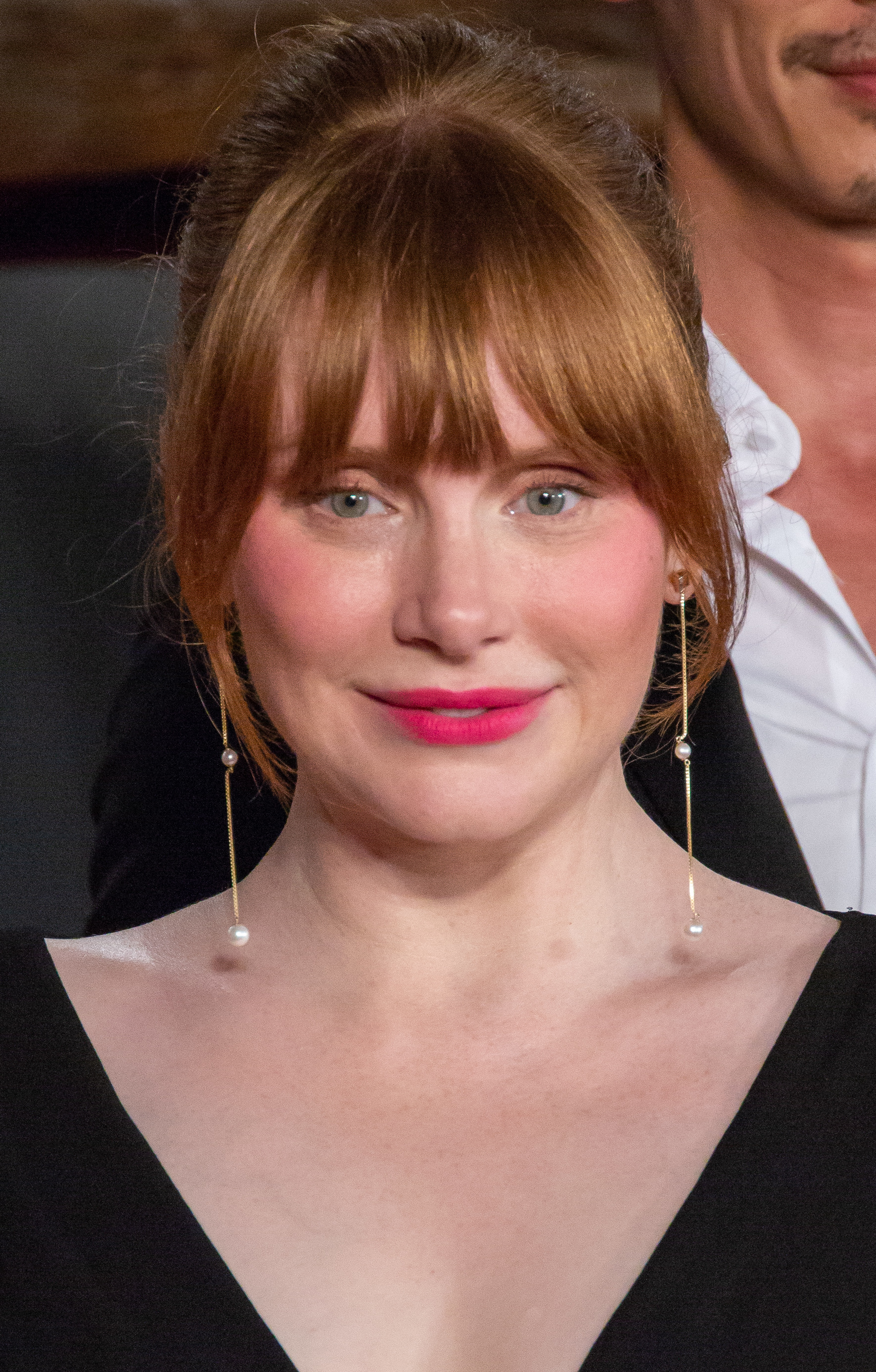
Брайс Даллас Говард була номінована на Премію Гільдії кіноакторів за роль в епізоді «Під укіс».

| Рік  | Нагорода                                                         | Категорія                                                         | Номінанти                                                                | Результат    | Ref.   |
| ---- | ---------------------------------------------------------------- | ----------------------------------------------------------------- | ------------------------------------------------------------------------ | ------------ | ------ |
| 2012 | Золота троянда                                                   | Комедія                                                           | Чорне дзеркало                                                           | Перемога     | [ 66 ] |
| 2014 | Премія Пібоді                                                    | Розваги                                                           | Чорне дзеркало                                                           | Перемога     | [ 67 ] |
| 2015 | Технічна премія Короліської телеспілки                           | Найкращий звук — Драма                                            | Джим Ґоддард, Стюарт Гіллікер, Ден Ґрін, Аластер Віджері («Біле Різдво») | Номінація    | [ 68 ] |
| 2016 | Премія Королівської телеспілки у телебаченні                     | Найкращий драматичний епізод                                      | «Біле Різдво»                                                            | Номінація    | [ 69 ] |
| 2017 | Премія Гільдії кіноакторів                                       | Найкраща акторка у телефільмі або міні-серіалі                    | Брайс Даллас Говард («Під укіс»)                                         | Номінація    | [ 70 ] |
| 2017 | Супутник                                                         | Найкращий жанровий телесеріал                                     | Чорне дзеркало                                                           | Номінація    | [ 71 ] |
| 2017 | NAACP Image Awards                                               | Найкращий сценарій для фільму — Телебачення                       | Рашида Джонз та Майкл Щур («Під укіс»)                                   | Номінація    | [ 72 ] |
| 2017 | GLAAD Media Awards                                               | Видатний окремий епізод (у серіалі без постійного ЛГБТ-персонажа) | «Сан Джуніперо»                                                          | Перемога     | [ 73 ] |
| 2017 | Премія Гільдії гримерів та перукарів                             | Найкращий грим у міні-серіалі чи телефільмі                       | Крістьян Маллетт, Таня Лодж («Ніхто не хотів стріляти»)                  | Номінація    | [ 74 ] |
| 2017 | Доріан                                                           | Телевізійна драма року                                            | Чорне дзеркало                                                           | Номінація    | [ 75 ] |
| 2017 | Fangoria Chainsaw Awards                                         | Найкращий телесеріал                                              | Чорне дзеркало                                                           | Номінація    | [ 76 ] |
| 2017 | Розмаїття в медіа                                                | Телевізійний момент року                                          | «Сан Джуніперо»                                                          | Номінація    | [ 77 ] |
| 2018 | Премія Гільдії художників з костюмів                             | Взірцева робота у фантастичному телесеріалі                       | Мая Мешеде («Космічний човен Калістер»)                                  | Номінація    | [ 78 ] |
| 2018 | Премія Гільдії шукачів місць                                     | Найкращі місця у телесеріалі про сучасність                       | Малкольм Мак-Каллок («Аркангел»)                                         | Номінація    | [ 79 ] |
| 2018 | MTV Movie & TV Awards                                            | Найкращий переляк                                                 | Крістін Міліоті («Космічний човен Калістер»)                             | Номінація    | [ 80 ] |
| 2019 | Fangoria Chainsaw Awards                                         | Найкращий потоковий фільм                                         | Девід Слейд («Чорне дзеркало: Бузогриз»)                                 | Номінація    | [ 81 ] |
| 2019 | Премія Гільдії ефірної журналістики у сфері телебачення та радіо | Інноваційна нагорода                                              | «Чорне дзеркало: Бузогриз»                                               | Перемога     | [ 82 ] |
| 2019 | Премія Рондо Гаттона                                             | Найкраща постановка                                               | «Чорне дзеркало: Бузогриз»                                               | Номінація    | [ 83 ] |
| 2019 | Неб'юла                                                          | Найкращий ігровий сценарій                                        | «Чорне дзеркало: Бузогриз»                                               | Перемога     | [ 84 ] |
| 2019 | Золотий трейлер                                                  | Найкращий постер для драматичного телесеріалу                     | Бузогриз                                                                 | Перемога     | [ 85 ] |
| 2020 | Премія Американської гільдії продюсерів                          | Нагорода за інновації                                             | Бузогриз                                                                 | В очікуванні | [ 86 ] |

## Зауваження
1. ↑  На агрегаторі відгуків Rotten Tomatoes перший сезон має рейтинг схвалення 97%,[3] другий сезон — 86 %,[4] а спецепізод «Біле Різдво» — 93 %.[5] Після переїзду на Neflix рейтинги серіалу впали: третій сезон має схвалення 86 % рецензентів[6] і 82 бали на Metacritic,[7] а четвертий сезон — 84 % на Rotten Tomatoes[8] та 72 бали на Metacritic.[9]